# Сплюшка санта-мартійська
Сплюшка санта-мартійська (Megascops gilesi) — вид совоподібних птахів родини совових (Strigidae). Ендемік Колумбії.

## Опис
Довжина птаха становить 30 см. Голова, спина, крила і груди рудувато-коричневі або сірувато-коричневі. Живіт блідіший. Тім'я, спина і груди поцятковані темно-коричневими смугами, живіт поцяткований блідо-коричневими смугами. На потилиці світла смуга, відділена від спина контрастною темною смугою. Лицевий диск має вузькі темно-коричневі краї, на голові пір'яні "вуха". Райдужки жовті. Лапи покриті золотисто-жовтими перами, пальці голі. Дзьоб блакитний зі світлим кінчиком.

## Поширення і екологія
Санта-мартійські сплюшки ендеміками гірського масиву Сьєрра-Невада-де-Санта-Марта на півночі Колумбії, переважно в горах хребта Сан-Лоренцо на заході цього масиву. Вони живуть у вологих гірських тропічних лісах, на висоті від 1800 до 2500 м над рівнем моря.

## Збереження
МСОП класифікує цей вид як вразливий. За оцінками дослідників, популяція санта-мартійських сплюшок становить від 2300 до 7500 дорослих птахів. Їм загрожує знищення природного середовища.